# Маскулінність

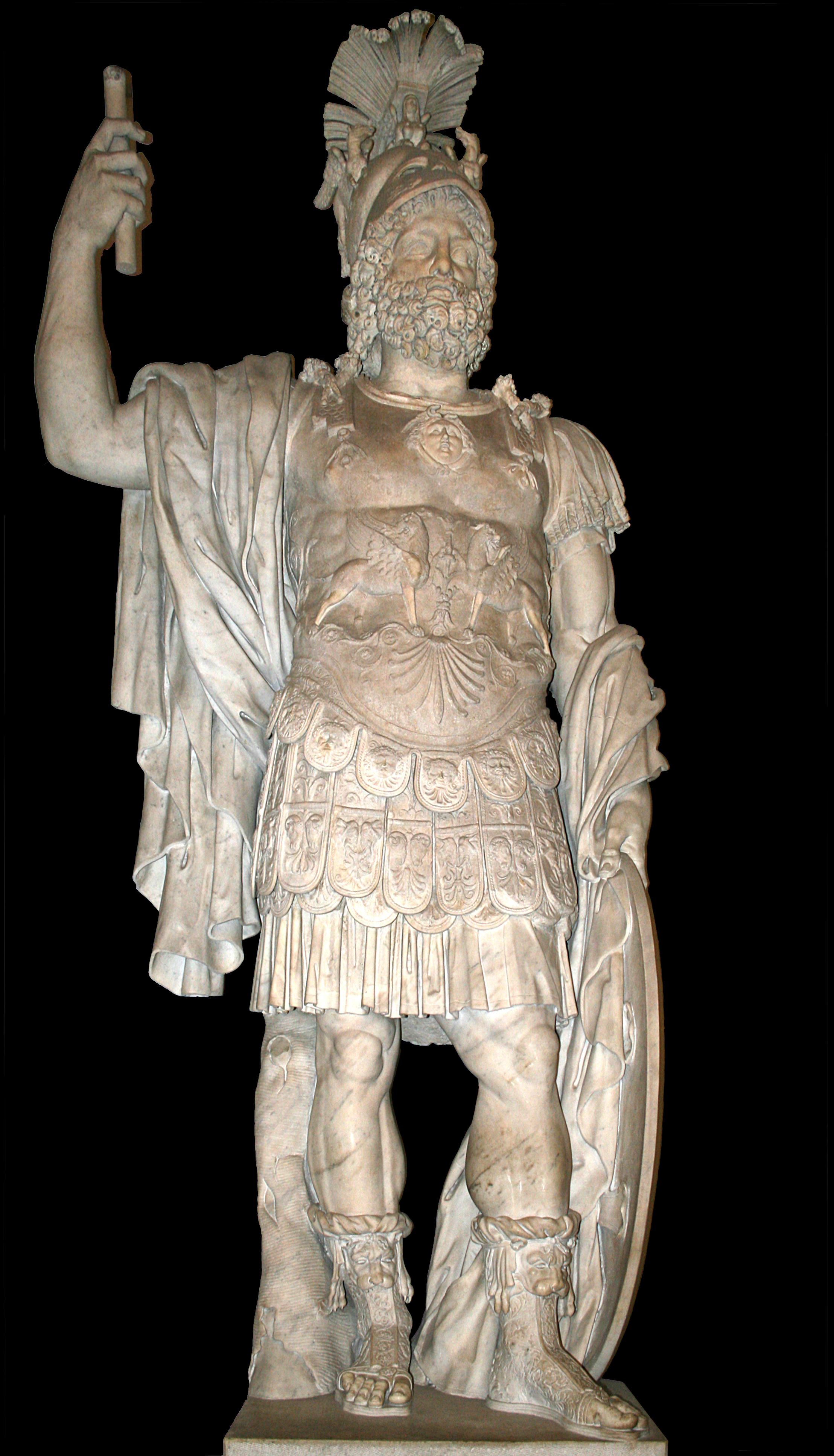
У римській міфології, Марс був богом війни й маскулінності.

Маскулінність (від лат. masculinus, чоловічий) — набір характерних рис, ознак, способів поведінки та ролей, що широко визнаються притаманними чоловічому гендеру у межах певного суспільства у визначений історичний період. Модель маскулінності формується на підставі характеру соціальних відносин, особистих самоідентифікації та орієнтацій, а також біологічних характеристик. Кожному суспільству притаманна своя модель маскулінності, яка набуває нормативну функцію й стає орієнтиром у процесі соціалізації індивідів, що ідентифікують себе чоловіками. Як інший гендер маскулінності зазвичай протиставляють фемінність, однак, дослідники сходяться на думці, що існує більше, ніж два гендери, а також на тому, що можливі різні моделі маскулінності, через що цей термін не варто універсалізувати.

## Історія питання
Академічні дослідження беруть початок у 70-х рр. XX ст. у Сполучених Штатах Америки й здобувають поширення в американських та європейських академічних колах до середини 80-х рр. Ця проблематика стає інтересом одразу декількох дисциплін. Зокрема йдеться про історію, соціологію, антропологію, етнографію, гендерну теорію, філософію та ін.
Зацікавленість дослідженнями маскулінності значною мірою пов'язується з розвитком феміністичних та гендерних студій у XX ст., які поставили під питання традиційний уклад та поділ праці у західних суспільствах через звернення до гендерного аспекту. Розвиток феміністичної теорії виявив історичну й культурну обумовленість гендерних ролей та варіативність гендерних відносин. Підваження універсальності гендерного укладу західних суспільств викликає сумнів щодо його необхідної природної заданості й відтак актуалізує запитування про те, що означає бути «чоловіком» поруч з раніше піднесеним питанням про «жінку».
Одними з перших питання маскулінності в академічному середовищі Сполучених Штатів підняли Пітер Філен та Пітер Стернс (Peter Filene «Him/Her/Self: Sex Roles in Modern America», Peter Stearns «Be a Man! Males in Modern Society»). Ці праці мали риси «маніфестів» чоловічої  емансипації й покеровувались цінностями індивідуалізму та егалітарності. Історія стала об'єктом нових досліджень, зорієнтованих на реконструкцію формування та трансформації маскулінності. Розвідки з цих питань почали набирати обертів на сторінках соціально-політичних журналів (Changing Men in US and Achiles Heel in UK). Почали ставати помітними обмеження та колізії, що супроводжують нав'язування патріархального соціального ладу. В обговореннях навколо цих публікацій було підкреслено проблемність та штучність деяких стереотипних очікувань від чоловіків. Історичні розвідки продемонстрували історичність та ситуативність дисфункцій тодішньої моделі маскулінності. Публічне обговорення на сторінках друкованих видань підняло рівень обізнаності публіки та накреслило проблеми для досліджень.
Перші спроби дослідити історію маскулінності, її еволюцію та мутації було здійснено Дональдом Белом (Donald Bell, «Up from Patriarchy» article 1981), Ентоні Ротундо (Anthony Rotundo «American Manhood» 1993), Майклом Кімелом (Michael Kimmel «Manhood in America»). Однак у роботі над історією маскулінності  дослідники дійшли висновку про неможливість виокремити її з-поміж інших контекстів. Відтак поступово відбувався відхід від спроби побудови єдиного наративу маскулінності крізь історичні епохи. Натомість цей концепт набуває аналітико-інструментального характеру для історичних, культурних та інших досліджень. Тобто реконструкція моделі маскулінності й відповідних соціально-економічних наслідків стає частиною більш широких історичних досліджень.
Початок досліджень маскулінності значною мірою йшов аналогічним жіночим студіям шляхом. Важливим орієнтиром була перспектива подолання патріархальних утисків у суспільстві через викриття історичності такого способу організації соціальних і владних відносин. Однак поступово було виявлено принципові відмінності між проєктами чоловічої та жіночої історій. Жіночі студії суттєво підживлювались і підтримувались прагненням вивільнення жінки з-під соціальних обмежень. Натомість для більшості чоловіків така потреба здебільшого не відчувалась. Окремі примуси й соціальні вимоги до чоловіків привернули на себе увагу, але базові права на політичну участь, створення кар'єри та ін. не потребували виправдання. Відтак наратив «чоловічих студій як звільнення» не зовсім виправдовував себе, як це було з феміністичними дослідженнями. Академічні розвідки з цього питання не стали політичним проєктом. Єдиним винятком стали гей-рухи, для яких перегляд нормативної моделі маскулінності розцінювались як спосіб історичної та політичної легітимації.
Іншою суттєвою відмінністю між «чоловічою» та «жіночою» історією було те, що жінки здебільшого були виключені з традиційного історичного наративу. Феміністичні дослідження фокусувались на включенні жінок як історичних осіб у канву оповідей, імена яких раніше було ігноровано. Натомість перед чоловічими студіями такого завдання не стояло, адже не було потреби заново створювати уже існуючі біографії й шукати для них місце в історії.
Ситуація суттєво змінилась у 80-х рр. разом зі зміною термінології й відповідно методології досліджень. Замість «чоловічої» та «жіночої» історій виникає гендерна історія, яка поєднує вищеокреслені дослідження у єдиний, взаємопов'язаний проєкт.